# مايك فيور (لاعب كرة قاعدة)
مايك فيور (بالإنجليزية: Mike Fiore) هو لاعب كرة قاعدة أمريكي، ولد في 11 أكتوبر 1944 في بروكلين في الولايات المتحدة.

## وصلات خارجية
- مايك فيور (لاعب كرة قاعدة) على موقعبيزبول رفرنس.كوم (الدوري الرئيسي) (الإنجليزية)